# Kraśniów
Kraśniów (pronunciación en polaco: /ˈkraɕɲuf/) es un pueblo en el distrito administrativo de Gmina Opatowiec, dentro del Condado Kazimierza, Voivodato de Santa Cruz, en el centro-sur de Polonia. Se encuentra aproximadamente a 4 kilómetros al norte de Opatowiec, a 18 km al este de Kazimierza Wielka, y a 69 km al sur de la capital regional Kielce.